# Ыджыд-Каменка
Ыджыд-Каменка (Большая Каменка) — река в России, протекает в Республике Коми по территории района Печора. Правый приток реки Кожва.

## География
Устье реки находится в 18 км по правому берегу реки Кожва. Длина реки составляет 50 км. Притоки — Нептвож, Нопъявож, Тоска-Шор. В 2008 году был сдан в эксплуатацию автомобильный мост через реку длиной 51,8 м.

## Данные водного реестра
По данным государственного водного реестра России относится к Двинско-Печорскому бассейновому округу, водохозяйственный участок реки — Печора от водомерного поста у посёлка Шердино до впадения реки Уса, речной подбассейн реки — бассейны притоков Печоры до впадения Усы. Речной бассейн реки — Печора.
Код объекта в государственном водном реестре — 03050100212103000064488.